# Raiffeisenbank Volkmarsen
Die Raiffeisenbank Volkmarsen eG war ein im Jahr 1920 gegründetes Kreditinstitut mit Sitz in Volkmarsen im hessischen Landkreis Waldeck-Frankenberg, deren Eigenständigkeit mit der Fusion mit der Waldecker Bank eG per 1. Januar 2022 endete.

## Organisationsstruktur
Die Raiffeisenbank Volkmarsen eG war eine Genossenschaftsbank. Rechtsgrundlagen sind das Genossenschaftsgesetz und die durch den Aufsichtsrat erlassene Satzung. Organe der Bank sind der Vorstand und der Aufsichtsrat.

## Geschäftsausrichtung
Die Raiffeisenbank Volkmarsen eG betrieb das Universalbankgeschäft. Im Verbundgeschäft arbeitete sie im Wesentlichen mit ihren Kooperationspartnern der DZ Bank, DZ Privatbank, R+V Versicherung, Bausparkasse Schwäbisch Hall, Teambank, VR Leasing, Münchener Hypothekenbank und der Union Investment zusammen.

## Geschäftsgebiet und Geschäftsstellen
Das Geschäftsgebiet der Raiffeisenbank Volkmarsen eG umfasste jeweils Teile der Landkreise Waldeck-Frankenberg und Kassel.
Die Raiffeisenbank Volkmarsen unterhielt im Jahr vor der Fusion mit der Waldecker Bank eG zwei personenbesetzte Geschäftsstellen, die zugleich mit SB-Technik (Geldautomat und Kontoauszugsdrucker) ausgestattet waren.
- Volkmarsen (Hauptstelle)
- Breuna-Oberlistingen

Bereits In den Jahren zuvor erfolgten die Schließungen der beiden Zahlstellen in Bad Arolsen-Schmillinghausen und in Volkmarsen-Ehringen.

## Geschichte

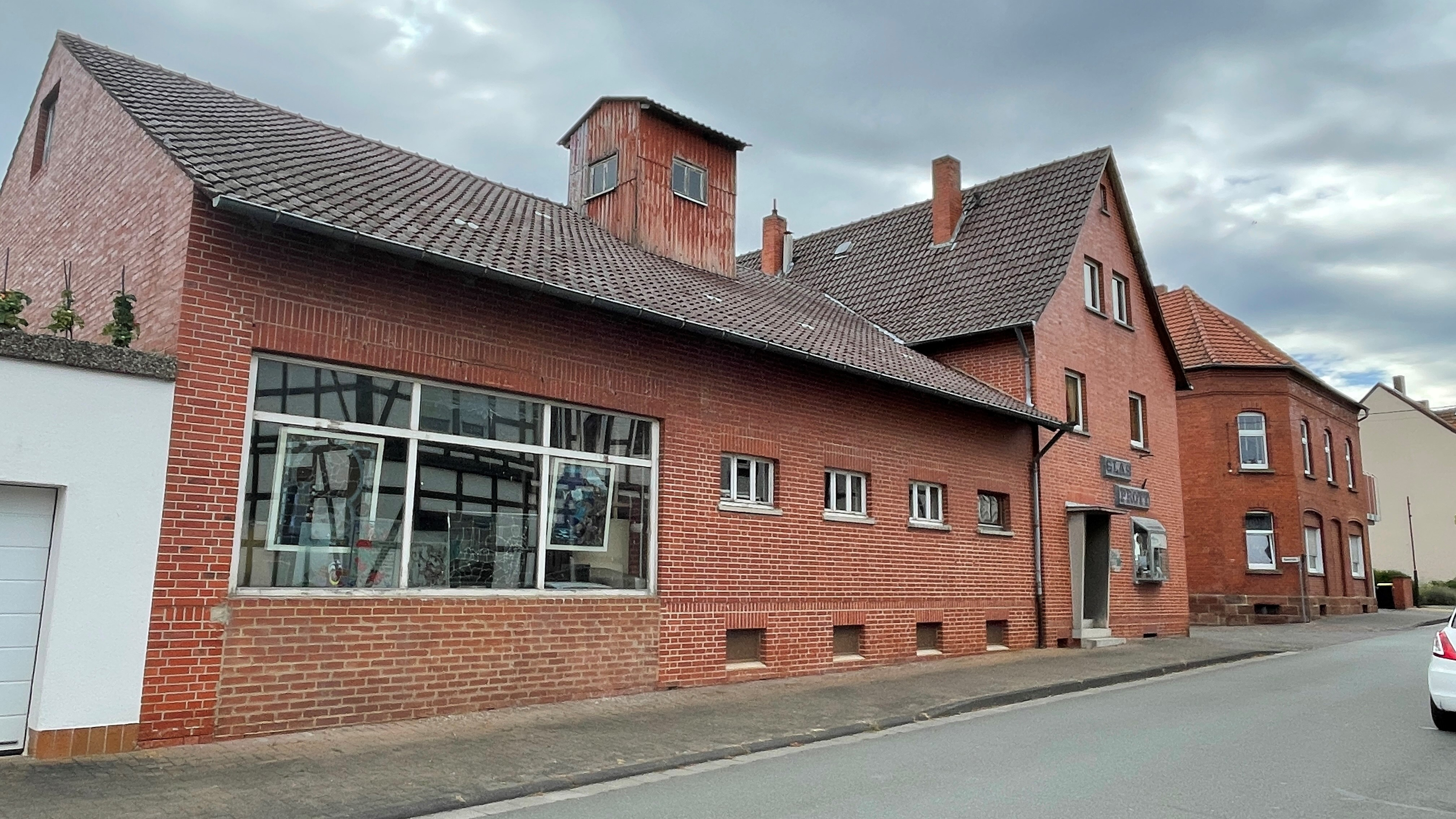
Ehem. Warenzentrale der Raiffeisenbank Steinweg / Ecke Baustr. bis zur Ausgliederung des Warengeschäfts im Jahr 1983 (Aufnahme Juli 2022)

- Ehem. Warenzentrale der Raiffeisenbank Steinweg / Ecke Baustr. bis zur Ausgliederung des Warengeschäfts im Jahr 1983 (Aufnahme Juli 2022)Die Raiffeisenbank Volkmarsen eG wurde am 18. Februar 1920 gegründet.
- Im Jahr 1983 erfolgte die Ausgliederung des Warengeschäftes in die Raiffeisen Hessenland eG, der heutigen Raiffeisen Waren GmbH Kassel.
- Im Jahr 2003 wurde die Raiffeisenbank Oberlistingen eG durch Fusion übernommen.
- Am 19. Mai 2022 entschied die Generalversammlung aller Mitglieder die Fusion mit der Waldecker Bank eG rückwirkend zum 1. Januar 2022.[3] (Die technische Umstellung erfolgt zum 6. August 2022).[4]

Das bisherige Logo der Raiffeisenbank Volkmarsen eG wird künftig nicht mehr im Stadtbild zu sehen sein und somit nur noch Erinnerungswert behalten.
Die eigene Bankleitzahl 52069149 sowie die BIC-Kennung GENODEF1VLM wurden mit der technischen Fusion im August 2022 zugunsten denen der Waldecker Bank aufgegeben. Da die Raiffeisenbank kein eigenes bankleitzahlgebundenes Bundesbank-Girokonto unterhielt, führte sie in ihrer Bankleitzahl die gleiche Orts- und Bankengruppennummer wie die zunächst für sie zuständige damalige Raiffeisen-Zentralbank Kurhessen in Kassel. Dies war erkennbar an der Ortsziffer 520 für den Bankplatz Kassel sowie der Ziffer 9 an der fünften Stelle der Bankleitzahl. (Mit einem bankleitzahlgebundenen Bundesbank-Girokonto hätte die Bankleitzahl der Raiffeisenbank ansonsten mit der Ortsziffer 523 für den Bankplatz Korbach begonnen.)
Zum Jahresabschluss 2021 (dem letzten vor der Fusion) belegte die Raiffeisenbank Volkmarsen in der Liste der Genossenschaftsbanken in Deutschland mit der Bilanzsumme von 148,092 Mio€ den 691. Platz (von 770).

## Soziales Engagement
Die Raiffeisenbank Volkmarsen eG übernahm regelmäßig soziales und gesellschaftliches Engagement im Stadtgebiet Volkmarsen und der nahen Region und förderte diese durch Spenden, Sponsoring oder durch ehrenamtliche Mitwirkung ihrer Mitarbeiterinnen und Mitarbeiter. Dieses soziale Engagement wird auch nach der Fusion mit der Waldecker Bank eG fortgeführt. So wird auch zum Thema Nachhaltigkeit im Rahmen des Mitgliedschaftsprojektes WIP (Waldecker Important People) für jedes Genossenschaftsmitglied ein eigener Baum gepflanzt. 

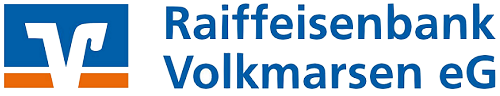
Früheres Logo der Raiffeisenbank Volkmarsen eG (Stand: Juni 2022) vor der Fusion mit der Waldecker Bank eG